# نظرية الممارسة الاجتماعية
نظرية الممارسة الاجتماعية عبارة عن إطار لباحثي العلوم الاجتماعية لوصف كيفية تشكيل الأفراد في المجتمعات المختلفة في مختلف أرجاء العالم وكيفية تشكيلهم من خلال المناخ الثقافي الذي يعيشون به. وهي تحاول توضيح الطرق التي تعتمد فيها الهوية والوكالات الفردية وتنتج الأشكال الثقافية.